# Tadeusz Skałkowski

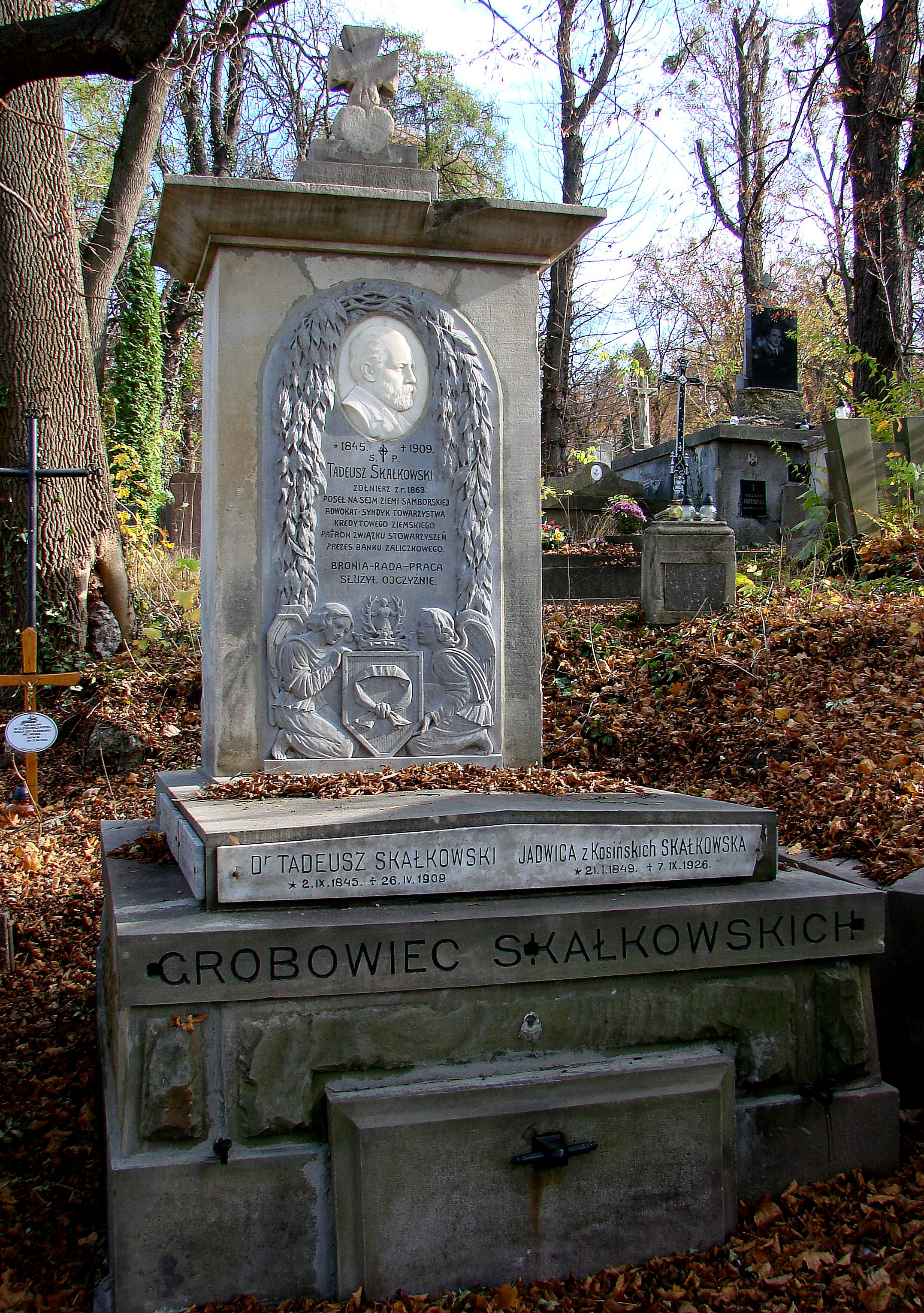
Grób Tadeusza Skałkowskiego

Tadeusz Antoni Skałkowski herbu Nałęcz (ur. 2 września 1845 w Tarnowie, zm. 26 kwietnia 1909 w Beaulieu-sur-Mer) – polski prawnik, publicysta, powstaniec styczniowy, poseł na Sejm Krajowy Galicji.

## Życiorys
W 1862 czynny w pracy konspiracyjnej w gimnazjum w Tarnowie. W 1863 w kompanii strzelców „Dzieci tarnowskie”. Brał udział w ataku na Miechów (17 II 1863) i został ciężko ranny. Potajemnie leczony został przez chłopów wydany Rosjanom. Zwolniony jako obywatel Austrii wrócił do Galicji. Tam w 1864 został aresztowany i skazany na 3 miesiące więzienia.
Od 1865 studiował prawo na Uniwersytecie Lwowskim. Był inicjatorem założenia „Koła Oświaty Ludowej”. W 1871 na Uniwersytecie Jagiellońskim został doktorem prawa.
Ziemianin, właściciel majątku Szeptyce. Członek i działacz Galicyjskiego Towarzystwa Gospodarskiego, członek jego Komitetu (15 czerwca 1879 – 10 czerwca 1909). W 1891 został prezesem rady nadzorczej Banku Zaliczkowego we Lwowie. Był członkiem Lwowskiego Towarzystwa Prawniczego. W latach 1875–1901 był posłem na Sejm Krajowy Galicji.
Został pochowany na Cmentarzu Łyczakowskim we Lwowie, na jego pogrzebie przemawiał Wojciech Biechoński.

## Niektóre publikacje
- „Warsztaty i fabryki a postęp przemysłowy” – zbiór jego artykułów z pisma „Rękodizelnik”, Lwów 1869
- „Obowiązki i odpowiedzialność notariuszów” – Lwów 1874
- „Walka z lichwą”
- „O Kasach Oszczędności w Galicji w r. 1876” – Lwów 1877
- „Towarzystwa Kredytowe Ziemskie w ziemiach polskich” – Lwów 1892
- „Reforma ustawy o stowarzyszeniach zarobkowych i gospodarczych z r. 1873” – Lwów 1896

## Rodzina
Syn poety Marcelego Skałkowskiego. Ojciec historyka Adama Skałkowskiego, pradziadek profesora Jana Marka Matuszkiewicza.